# Epihippus
Genre
Epihippus est un genre fossile d'équidés qui vivaient en Amérique du Nord au cours de l'Éocène, il y a de 46 à 38 millions d'années avant notre ère.

## Description
On pense qu’Epihippus a évolué à partir d’Orohippus, qui a poursuivi la tendance évolutive vers des dents broyeuses de plus en plus efficaces. Il possédait cinq dents jugales broyeuses à couronne basse et à crêtes bien dessinées. Une espèce tardive et partiellement reconnue d’Epihippus, parfois appelée Duchesnehippus intermedius, possédait des dents semblables à celles des équidés de l'Oligocène, quoique légèrement moins développées. Le genre se nourrissait principalement d'insectes, de baies et de matières végétales.

## Répartition
Les fossiles d’Epihippus ont été découverts dans l'ouest du continent nord-américain. On l'a retrouvé au Canada dans la province du Saskatchewan, ainsi qu'aux États-Unis dans les États de la Californie, du Texas, du Montana, de l'Oregon, mais principalement dans le Wyoming, l'Utah et le Colorado. Plus récemment le genre a été identifié dans le Nouveau-Mexique.

## Liste des espèces
Selon Paleobiology Database (8 août 2025) :
- †Epihippus gracilis Marsh, 1871
- †Epihippus uintensis Marsh, 1875